# 1-я Варшавская пехотная дивизия (Польша)
1-я Варшавская польская пехотная дивизия имени Тадеуша Костюшко (пол. 1 Polska Dywizja Piechoty im. Tadeusza Kościuszki) — воинское соединение (пехотная дивизия), сформированное в 1943 году в СССР активистами «Союза польских патриотов» из польских граждан и граждан СССР — польской национальности.

## Создание
6 мая 1943 года Государственный комитет обороны СССР издал постановление № 3294 «О формировании 1-й польской пехотной дивизии имени Тадеуша Костюшко». Формирование дивизии началось 14 мая 1943 года в Селецких военных лагерях под Рязанью. Дизайн пястовского орла для кокарды дивизии выбирали писательница Янина Броневская и искусствовед Павел Эттингер, и в конечном итоге в качестве эталона был утверждён орёл, высеченный в 1825 году в каменной нише с саркофагом Болеслава III в Плоцке.
15 июля 1943 года, в день 543-й годовщины Грюнвальдской битвы, где поляки, русские и литовцы победили сражаясь с Тевтонским орденом, дивизия приняла присягу. «Союз польских патриотов» вручил дивизии красно-белое боевое знамя с девизом «За вашу и нашу свободу!».

## Организационная структура
Формирование 1-й польской пехотной дивизии производилось по штатам советской стрелковой дивизии № 04/500-04/512 с дополнительными средствами усиления. В состав дивизии входили следующие воинские части и подразделения:
- 1-й пехотный полк;
- 2-й пехотный полк;
- 3-й пехотный полк;
- 1-й отдельный женский пехотный батальон имени Эмилии Плятер
- 1-й полк лёгкой артиллерии;
- отдельный истребительный противотанковый дивизион 45-мм орудий;
- дивизион 120-мм миномётов;
- отдельная разведывательная рота;
- отдельная рота связи;
- подразделения зенитных средств;
- части тыла.

Одновременно началось формирование польского танкового полка, находившегося в оперативном подчинении 1-й пехотной дивизии.
Подразделения были вооружены советским оружием, также СССР предоставил боевую технику, снаряжение и отвечал за тыловое обеспечение польской дивизии. Обучение производилось по уставам Красной Армии. Личный состав был обмундирован в польскую военную форму образца 1939 года, но с собственными знаками различия (в качестве кокарды был утверждён «пястовский орёл»).
Обеспечение личного состава дивизии продуктами питания соответствовало нормам, установленным для советской гвардейской стрелковой дивизии.
Семьи военнослужащих получали пенсии и пособия наравне с семьями военнослужащих Красной Армии, пользовались всеми налоговыми и иными льготами (в том числе правом на получение дополнительной материальной помощи и на земельные участки под индивидуальные и коллективные огороды).
В середине июля 1943 года при дивизии началось развёртывание польских авиачастей:
- 1-й отдельной польской истребительной эскадрильи;
- 1-го польского учебно-тренировочного авиаотряда.

## Командование дивизии
Первым командиром дивизии был назначен полковник Зыгмунт Берлинг (бывший начальник военного лагеря Армии Андерса в Красноводске); заместителями командира дивизии — Кароль Сверчевский и Болеслав Кеневич, начальником штаба — Остап Стеца, замполитом — Александр Завадский. С 20 ноября 1943 года по 27 сентября 1945 года командиром дивизии был советский полковник, (с 13.03.1944 генерал-майор и одновременно бригадный генерал, а с 01.08.1945 генерал-майор ВС Польши) Войцех Бевзюк.

### Командиры
- Полковник / бригадный генерал Зыгмунт Берлинг (9 мая — 20 ноября 1943)
- Полковник / бригадный генерал / дивизионный генерал Войцех Бевзюк (20 ноября 1943 — 27 сентября 1945)
- Полковник Юзеф Селецкий (27 сентября 1945 — июль 1946)
- Полковник / бригадный генерал Зыгмунт Душиньский (июль 1947 — март 1948)
- Полковник Тадеуш Цынкин (март 1948—1949)
- Полковник Людвик Бараньский (1949)
- Подполковник / полковник Вацлав Зверзаньский (1949—1950)
- Полковник дипломатии Юзеф Собесяк (15 октября 1950 — 12 июля 1951)
- Полковник Юзеф (Иосиф) Каминьский (12 июля 1951 — 20 ноября 1952)
- Полковник Юзеф Дзядура (20 ноября 1952 — 10 октября 1955)

### Начальники штаба
Исполняли обязанности только во время войны
- Полковник Антон Сивицкий (27 мая — 18 августа 1943)
- Полковник Миколай Лагодзиньский (18 августа — 20 ноября 1943)
- Майор Никодим Кундеревич (20 ноября 1943 — 19 апреля 1944)
- Полковник Остап Стеца (19 апреля 1944 — 20 апреля 1945)
- Полковник Пётр Полещук (с 20 апреля 1945 и до конца войны)

### Заместители командира
Исполняли обязанности только во время войны
- Полковник Болеслав Кеневич (21 мая — 24 декабря 1943)
- Полковник Владимир Радзиванович (24 декабря 1943 — 13 апреля 1944)
- Полковник Гвидон Червинский (13 апреля — 30 июня 1944)
- Полковник Станислав Яновский (30 июня — 18 августа 1944)
- Полковник Тадеуш Пётровский (18 августа — 26 сентября 1944)
- Полковник Ян Щутко (20 декабря 1944 — 10 февраля 1945, Мирославец)
- Подполковник Пётр Полещук (с 10 февраля 1945 и до конца войны)

### Замполиты
Исполняли обязанности только во время войны
- Майор Влодзимеж Сокорский (16 мая — 31 декабря 1943)
- Майор Якуб Правин (1 января — 18 августа 1944)
- Майор Конрад Светлик (18 августа — 27 октября 1944)
- Капитан Миколай Дзевялтовский (27 октября — 2 ноября 1944)
- Капитан Антоний Казёр (со 2 ноября 1944 и до конца войны)

### Командиры батальонов
- майор Бронислав Юзеф Ляхович (Ляович) (май -октябрь 1943)

### Капелланы
- Майор Вильхельм Кубш
- Полковник Ян Мругач (до 1947)

## Личный состав
Формирование дивизии началось 13 мая 1943 года, в ней насчитывалось при образовании 1818 чел. К 17 мая 1943 года эта численность была доведена до 5716 чел., а 29 мая 1943 года была достигнута полная штатная численность. По состоянию на 5 июля 1943 года, дивизия насчитывала 14 380 человек (из них 13 520 поляков, 439 евреев, 209 украинцев, 108 белорусов и 112 русских и 1 азербайджанец Азиз (Азис) Мехтиевич Мурадов).
15 июля 1943 года (в годовщину битвы при Грюнвальде) бойцы дивизии приняли воинскую присягу, в этот же день «Союз польских патриотов» вручил дивизии боевое знамя красно-белых цветов с девизом «За вашу и нашу свободу!». В тот же день в связи с нехваткой командных кадров и технических специалистов (по состоянию на 15.06.1943 в наличии имелось 37,6 % от штатного количества офицеров) советское командование откомандировало в распоряжение 1-й польской пехотной дивизии 325 советских офицеров (из них 150 офицеров были распределены на замещение должностей среднего командного состава дивизии).
Одновременно началась подготовка польских командных кадров — 920 курсантов были направлены в советские военно-учебные заведения. Подготовка офицерских кадров проходила в Рязанском пехотном училище, 3-м Ленинградском артиллерийском училище (г. Кострома) и Рыбинском танковом училище; подготовка подофицеров проходила в полковой школе 1-го пехотного полка и в учебном батальоне дивизии. В результате, уже в августе 1943 года в дивизии было 60 % от штатного количества офицеров.

## Участие в боевых действиях
10 августа 1943 года был создан 1-й польский корпус, в состав которого вошли уже существующие польские воинские части (в том числе 1-я польская пехотная дивизия) и началось формирование новых польских подразделений.
1 сентября 1943 года 1-я польская пехотная дивизия была направлена на фронт.
12 — 13 октября 1943 года под Ленино Могилёвской области состоялся первый бой 1-й польской пехотной дивизии, находившейся в оперативном подчинении 33-й армии Западного фронта. 1-я польская дивизия атаковала немецкие оборонительные позиции при поддержке советской артиллерии (одного миномётного полка, двух артиллерийских полков и одной гаубичной артиллерийской бригады — 67 ГАБр) и во взаимодействии с частями 42-й и 290-й советских стрелковых дивизий. Наступление 1-й Польской пехотной дивизии поддерживала 233-я танковая бригада.
В ходе двухдневных боёв части польской дивизии нанесли значительный урон противнику, заняли Тригубово и Ползухи. Три бойца польской дивизии были удостоены звания Героя Советского Союза, 247 — награждены орденами и медалями. Собственные потери дивизии достигли 25 % личного состава (502 убитых, 1776 раненых и 663 пропавших без вести). 14 октября дивизия была отведена на переформирование.
8 апреля 1944 года 1-й дивизион зенитной артиллерии участвовал в отражении авианалёта на Дарницу.
В марте 1944 года польские части на территории СССР были развёрнуты в 1-ю польскую армию. В составе этой армии дивизия участвовала в освобождении Польши, штурме Поморского вала и в боях на территории Германии (в том числе в штурме Берлина).
16-17 января 1945 года дивизия совместно с другими частями 1-й армии Войска Польского и советских 47-й и 61-й армии участвовала в освобождении Варшавы (при этом солдаты дивизии стали первыми солдатами, достигшими города).

## Почётное наименование и знаки отличия
- 20 ноября 1944 года —  Орден Красного Знамени[13]- награждена указом Президиума Верховного Совета СССР от 20 ноября 1944 года за образцовое выполнение боевых заданий командования на фронте борьбы с немецкими захватчиками, за овладение крепостью Прага и проявленные при этом доблесть и мужество[14].
- 17 января 1945 года дивизии было присвоено почётное наименование «Варшавская», и в дальнейшем дивизия имела полное наименование 1-я Варшавская польская пехотная дивизия имени Тадеуша Костюшко[12].
- 4 мая 1945 года —  Орден Кутузова II степени[15]- награждена указом Президиума Верховного Совета СССР за образцовое выполнение боевых заданий командования на фронте борьбы с немецкими захватчиками при овладении городами Дойч-Кроне, Меркиш-Фридланд и проявленные при этом доблесть и мужество.
- награждена золотым крестом ордена «Виртути Милитари»

## Послевоенные годы
В 1955 году дивизия была преобразована в 1-ю Варшавскую механизированную дивизию Войска Польского.
1 сентября 2011 года дивизия была расформирована.

## Отличившиеся воины
- Высоцкий, Владислав Казимирович, капитан, заместитель командира 3-го батальона 1-го пехотного полка.
- Хибнер, Юлиуш Самсонович, капитан, заместитель по политической части командира 1-го пехотного полка.
- Кживонь, Анеля Тадеушовна, рядовой 2-й роты, автоматчица 1-го отдельного женского батальона имени Эмилии Плятер.